# XF5 (エンジン)

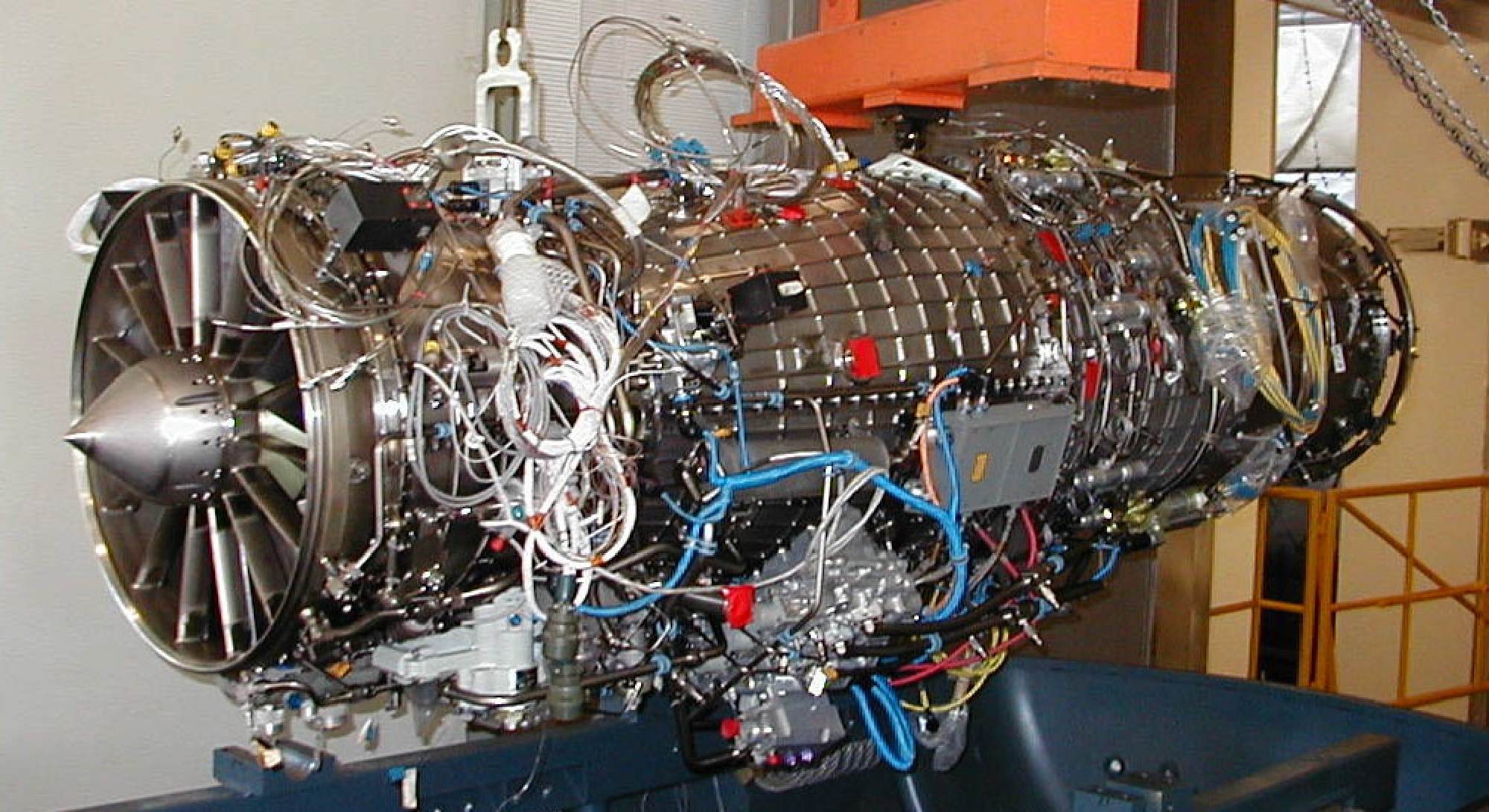
XF5-1

XF5とは、防衛省技術研究本部航空装備研究所が石川島播磨重工業（現・IHI）の協力のもと研究・開発し、石川島播磨重工業により製造されたターボファンエンジンである。XF5-1は先進技術実証機「X-2」へ搭載される。

## 開発経緯

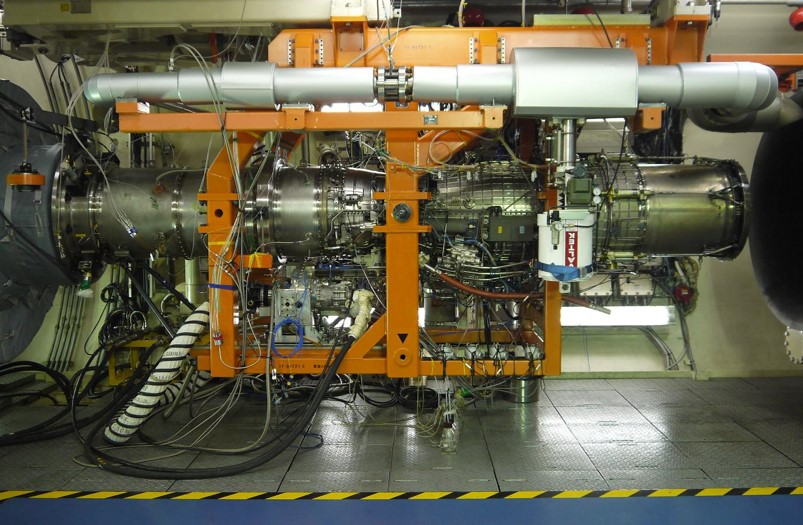
高空性能試験装置に入れられたXF5

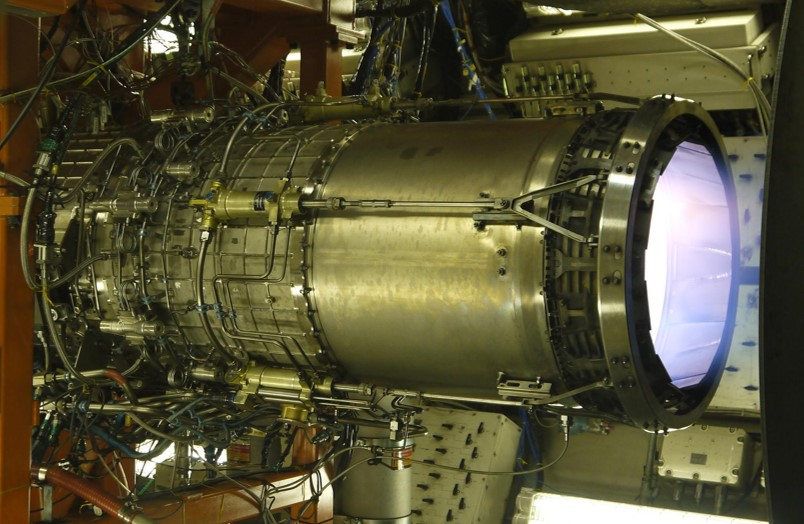
アフターバーナー作動中のXF5

技本がIHIを主契約企業とした「実証エンジンの研究」を通じて開発した。XF5-1はアフターバーナーを備えたターボファン方式のジェットエンジンであり、将来の国産戦闘機用のエンジンに繋げるものとしてF3エンジンの経験を基に開発された。エンジンの推力は2基搭載時に合計推力10t程度（A/B使用時）、推力重量比は当時の世界最高レベルに近い8程度を要求仕様とし、その値を実現するため、タービン入口（燃焼器出口）温度1,600℃を目指した。
1995年（平成7年）度から1999年（平成11年）度まで5回に分けて147億円で開発契約を結んで開発が開始され、研究試作は1995年（平成7年）度から2000年（平成12年）度まで、所内試験は1997年（平成9年）から2008年（平成20年）度まで行われ、燃焼器などの性能の高さを証明して開発を終了した。なお、当初計画では2000年（平成12年）度に研究を終了予定であったが、性能確認試験における圧縮機に係る技術課題や試験装置の不具合等により8年間延長している。技本へは1998年（平成10年）6月に初号機を納入、2001年（平成13年）3月までに計4基が引き渡された。
低バイパス比エンジンと高バイパス比エンジンという違いはあるが、当XF5-1の研究成果の一部は、P-1用F7-10エンジンへと移転されている。
XF5-1に設置される推力偏向機構とレーダーブロッカー等は、三菱重工業を主契約企業とした「高運動飛行制御システムの研究試作」によって開発されたものである。高運動飛行制御システムは、通常の戦闘機では制御不可能な失速領域においても機動制御を維持し、かつ高運動性を確保するもので、XF5-1の噴射口に3枚の推力偏向パドルを取り付けている。
研究試作は2000年（平成12年）度から2007年（平成19年）度まで、所内試験は2002年（平成14年）度から2008年（平成20年）度まで行われ開発を終了した。この開発スケジュールの中で、2003年（平成15年）度に試作品が製作され、2007年（平成19年）3月9日の完成審査において技本から妥当の判断を受け、同年秋より浜松基地の航空自衛隊第1術科学校にて試験が行われた。
技術の蓄積によりXF5-1で最大推力に達成するまでの時間と手間は、F3エンジンの最初期型XF3-1の30％程度で済んだという。

## 仕様
一般的特性
- 形式: アフターバーナー付きターボファンエンジン
- 全長: 3.07m
- 直径: 0.62m
- 乾燥重量: 644kg

構成要素
- 圧縮機: ファン3枚・6段軸流圧縮機
- 全体圧力比: 25
- 燃焼器: アニュラー型
- タービン: 1段低圧・1段高圧タービン

性能
- 推力: 49.5 kN (約5t、アフターバーナー使用時)
- タービン入口温度: 1,600℃
- 推力重量比: 7.8:1 （アフターバーナー使用時）

出典: